# Gullballen
Der Gullballen (dt. Goldener Ball) ist eine jährlich vergebene Auszeichnung im norwegischen Fußball. 
Die Auszeichnung wird seit 2014 von Norsk Toppfotball (Organisation der Eliteserien- und Zweitliga-Vereine) und Norges Fotballforbund (NFF) vergeben. Medienpartner ist der Fernsehsender TV 2.
Die 6-köpfige Preisjury wurde 2017 vom Fußballverband NFF und Medienvertretern von TV 2, NRK, Discovery Channel und Verdens Gang besetzt.
Bis 2013 hießen die Auszeichnungen im Profi-Fußball Kniksenprisen.

## Liste der Titelträger
| Jahr | Spieler(in)            | Spieler(in)                | Verein          | Verein                            |
| ---- | ---------------------- | -------------------------- | --------------- | --------------------------------- |
| 2014 | Stefan Johansen        | Stefan Johansen            | Celtic Glasgow  | Celtic Glasgow                    |
| 2015 | Ada Hegerberg          | Ada Hegerberg              | Olympique Lyon  | Olympique Lyon                    |
| 2016 | Ada Hegerberg          | Ada Hegerberg              | Olympique Lyon  | Olympique Lyon                    |
| 2017 | Joshua King            | Joshua King                | AFC Bournemouth | AFC Bournemouth                   |
|      | Spielerin              | Verein                     | Spieler         | Verein                            |
| 2018 | Ada Hegerberg          | Olympique Lyon             | Rune Jarstein   | Hertha BSC                        |
| 2019 | Caroline Graham Hansen | VfL Wolfsburg/FC Barcelona | Martin Ødegaard | Vitesse Arnheim/Real Sociedad     |
| 2020 | Caroline Graham Hansen | FC Barcelona               | Erling Haaland  | Borussia Dortmund                 |
| 2021 | Caroline Graham Hansen | FC Barcelona               | Erling Haaland  | Borussia Dortmund                 |
| 2022 | Guro Reiten            | Chelsea FC Women           | Erling Haaland  | Borussia Dortmund/Manchester City |
| 2023 | Caroline Graham Hansen | FC Barcelona               | Erling Haaland  | Manchester City                   |
| 2024 | Caroline Graham Hansen | FC Barcelona               | Erling Haaland  | Manchester City                   |